# Motutanifa
Motutanifa ist eine winzige Riffinsel des Vaitupu-Atolls im pazifischen Inselstaat Tuvalu.

## Geographie
Die Insel liegt am Nordostrand des Atolls vor der Olosau Beach.